# Ga Sinyeonsu
Ga Sinyeonsu là ga tàu điện ngầm trên Tuyến 1 của Tàu điện ngầm Incheon.

## Bố trí ga
| Seonhak ↑  |
| S/B N/B \| |
| ↓ Woninjae |

| Hướng Bắc | ← ● Incheon tuyến 1 Hướng đi Gyeyang                             |
| Hướng Nam | → ● Incheon tuyến 1 Hướng đi Công viên lễ hội ánh trăng Songdo → |

## Vùng lân cận
- Lối thoát 1: Trường trung học Seonhak, khu công nghiệp quốc gia Namdong
- Lối thoát 2: Khu công nghiệp quốc gia Namdong
- Lối thoát 3: Bệnh viện chữ thập đỏ, trường Incheon Yeonil, bưu điện Incheon, thư viện cộng đồng Yeonsu, trường trung học Yeonsu
- Lối thoát 4: Trường tiểu học Yeonsu, trường phổ thông nữ sinh Incheon, cao đẳng y Gacheon, trường trung học Incheon